# Bebearia demetra
Bebearia demetra är en fjärilsart som beskrevs av Jean Baptiste Godart 1823. Bebearia demetra ingår i släktet Bebearia och familjen praktfjärilar. Inga underarter finns listade i Catalogue of Life.